# Truman (film 1995)
Truman è un film per la televisione del 1995 diretto da Frank Pierson e con protagonista Gary Sinise. La sceneggiatura del film scritta da Thomas Rickman si basa sull'omonimo libro biografico scritto da David McCullough nel 1992. Il film è incentrato sulla vita del 33º Presidente degli Stati Uniti d'America Harry S. Truman, dalla sua scalata alla carica di presidente, fino alla Seconda guerra mondiale, con la sua decisione di usare la prima bomba atomica.

## Riconoscimenti
- 1996 - Golden Globe
  - Miglior attore in una miniserie o film per la televisione a Gary Sinise
  - Nomination Miglior miniserie o film per la televisione
- 1996 - Premio Emmy
  - Miglior miniserie o film per la televisione
  - Miglior casting per una miniserie, film o speciale a Mary Colquhoun
  - Nomination Miglior attore in una miniserie o film per la televisione a Gary Sinise
  - Nomination Migliore attrice non protagonista in una miniserie o film per la televisione a Diana Scarwid
  - Nomination Migliore sceneggiatura per una miniserie o film per la televisione a Thomas Rickman
  - Nomination Miglior makeup per una miniserie o film a Ashlee Petersen, Gordon J. Smith, Russell Cate, Evan Penny, Joe Ventura, Raymond Mackintosh, Heidi Seeholzer, Louise Mackintosh, Benjamin Robin
  - Nomination Miglior montaggio video per una miniserie o film single-camera a Lisa Fruchtman
  - Nomination Miglior mixaggio audio per una miniserie, film o speciale a Reinhard Stergar, Wayne Heitman, James Bolt e Joel Fein
- 1996 - PGA Award a Paula Weinstein, Anthea Sylbert e Doro Bachrach
- 1996 - Screen Actors Guild Award
  - Screen Actors Guild Award per il migliore attore protagonista – Film tv o miniserie a Gary Sinise
- 1996 - American Society of Cinematographers
  - ASC Award Outstanding Achievement in Cinematography in Movies of the Week/Pilots a Paul Elliott
- 1996 - CableACE Awards
  - CableACE Award per il miglior attore in un film o miniserie televisiva a Gary Sinise
- 1996 - Casting Society of America
  - Artios Award per il miglior casting in un film per la televisione a Mary Colquhoun
- 1996 - American Cinema Editors
  - Nomination Eddie Award for Best Edited Motion Picture for Non-Commercial Television a Lisa Fruchtman
- 1996 - Directors Guild of America
  - Nomination Outstanding Directorial Achievement in Dramatic Specials a Frank Pierson
- 1996 - Motion Picture Sound Editors
  - Nomination Golden Reel Award Best per il miglior montaggio sonoro in un film per la televisione a Brady Schwartz
  - Nomination Golden Reel Award Best per il miglior montaggio sonoro in un film per la televisione a Jeffrey Kaplan